# Собор Радонежских святых
Собо́р Ра́донежских святы́х — праздник Русской православной церкви, установленный в память о православных святых Радонежской земли. Празднование совершается 19 июля (6 июля по юлианскому календарю), на следующий день после дня обретения мощей Сергия Радонежского.

## Святые
Для каждого святого приводится имя, год преставления (знак «?» указывает на отсутствие сведений о времени кончины; в скобках приводятся альтернативные значения, соответствующие различным агиографическим источникам) и даты памяти; после символа "||" указываются дополнительные соборные памяти для святых, входящих в состав нескольких Соборов).
Даты памяти указаны по старому стилю

### А
- Авраамий Галичский, Чухломской, Городецкий, игумен, ученик преподобного Сергия Радонежского: †1375; 20 июля || Собор Костромских святых
- Александр Московский, преподобный, ученик преподобного Сергия Радонежского: † после 1427; 13 июня || Собор Московских святых
- Александр Пересвет, воин, схимонах, ученик преподобного Сергия Радонежского: †1380; 7 сентября ||Собор Брянских святых; Собор Московских святых; Собор Тульских святых
- Андрей Ослябя (он же Родион Ослябя), воин, схимонах, ученик преподобного Сергия Радонежского: †1380; 7 сентября || Собор Московских святых; Собор Тульских святых
- Андрей Рублёв, Московский, преподобный, иконописец, ученик преподобного Сергия Радонежского: †1430; 13 июня; 4 июля|| Собор Московских святых
- Андроник Московский, игумен, ученик преподобного Сергия Радонежского: †1395; 13 июня || Собор Московских святых
- Антоний (Медведев), архимандрит: †1877; 12 мая; 3 октября
- Арсений Комельский, Вологодский, (Сахарусов), игумен: †1550; 24 августа || Собор Вологодских святых
- Афанасий Высоцкий Младший, Серпуховской, игумен Высоцкого монастыря, ученик преподобного Афанасия Старшего: †1395; 12 сентября || Собор Московских святых; Собор Ростово-Ярославских святых
- Афанасий Высоцкий Старший, Серпуховской, игумен Высоцкого монастыря, ученик преподобного Сергия Радонежского: † после 1410; 12 сентября || Собор Московских святых;
- Афанасий Железный Посох, Череповецкий, преподобный, ученик преподобного Сергия Радонежского: † ок. 1388; 5 июля; 25 сентября; 26 ноября || Собор Вологодских святых

### В
- Варнава (Меркулов) Гефсиманский, иеромонах, †1906; 17 февраля
- Василий Сухий, преподобный, ученик преподобного Сергия Радонежского: †до 1392; 1 января
- Вассиан I (Рыло) Ростовский, архиепископ , †1481; 23 марта || Собор Ростово-Ярославских святых

### Г
- Григорий Авнежский, игумен, преподобномученик, †1392; 15 июня || Собор Вологодских святых
- Григорий Голутвинский, Коломенский, преподобный, ученик преподобного Сергия Радонежского: †XIV-XV; 25 января

### Д
- Даниил Черный, Московский, преподобный, ученик преподобного Сергия Радонежского: †до 1426; 13 июня || Собор Московских святых
- Димитрий Донской, великий князь: †1389; 19 мая || Собор Костромских святых; Собор Московских святых; Тул.
- Димитрий Прилуцкий, Вологодский, игумен: †1392; 11 февраля; 3 июня || Собор Вологодских святых; Собор Ростово-Ярославских святых
- Дионисий Радонежский (в миру Давид Зобниновский), архимандрит, †1633; 12 мая ||Собор Московских святых; Собор Тверских святых
- Дионисий Суздальский, архиепийскоп, †1385; 26 июня; 15 октября ||Собор Владимирских святых
- Дорофей Троицкий, преподобный, книгохранитель, † ок. 1613[1]

### Е
- Евдокия (в инокинях Евфросиния) Московская, великая княгиня, супруга святого Димитрия Донского: †1407; 17 мая; 19 мая (совместно с супругом Димитрием Донским), 7 июля || Собор Московских святых
- Евфимий Суздальский, архимандрит, чудотворец, †1404-1405; 1 апреля; 4 июля || Собор Владимирских святых
- Елисей Радонежский, иеродиакон, ученик преподобного Сергия Радонежского, †XIV; Ин. 14 || Собор Ростово-Ярославских святых
- Епифаний Премудрый, Радонежский, преподобный, ученик преподобного Сергия Радонежского, †1418-1422; 12 мая|| Собор Ростово-Ярославских святых

### И
- Иоанникий Радонежский, ученик преподобного Сергия.
- Исаакий молчальник, ученик преподобного Сергия.
- Игнатий Радонежский, ученик и келейник преподобного Никона.
- Иоасаф, митрополит Московский, святитель.
- Иоасаф, епископ Белгородский, святитель.
- Иоасаф Боровский, архиандрит, преподобномученик, пострадал в Пафнутия-Боровском монастыре, †1610 5 июля, память 12 января.
- Иннокентий, митрополит Московский, апостол Сибири и Америки

### К
- Кирилл Радонежский, схимонах, преподобный. Отец преподобного Сергия.
- Кирилл, игумен Белоезерский

### Л
- Леонтий, игумен Стромынский
- Леонид, епископ Марийский

### М
- Мария Радонежская, схимонахиня, преподобная. Мать преподобного Сергия.
- Митрофан, игумен Радонежский, наставник и духовник преподобного Сергия.
- Макарий Радонежский. Ученик преподобного Сергия.
- Мефодий, игумен Пешношский. Ученик преподобного Сергия Память 4 и 14 июля.
- Михаил, епископ Смоленский (†1406 6 мая) память 28 ноября, ученик свт. Феодора, еп. Ростовского, погребен в Троицком соборе, Свято-Троице Сергиевой Лавры.
- Мартиниан Белозерский, ученик преподобного Кирилла Белоезерского, игумен Лавры. Память 12 января, 7 октября
- Максим Грек, преподобный
- Макарий, митрополит Московский, апостол Алтая.

### Н
- Никита Радонежский, Серпуховской, Боровский, Костромской. Ученик и сродник преподобного Сергия.
- Никифор Боровский. Ученик преподобного Сергия.
- Наум Радонежский. Ученик преподобного Сергия.
- Нектарий вестник. Ученик преподобного Сергия.
- Никон Радонежский. Ученик Сергия Радонежского, второй игумен Троицкого монастыря.

### П
- Павел Обнорский. Ученик преподобного Сергия.
- Павел Ростовский, преподобный.

### Р
- Роман Киржачский, игумен. Ученик преподобного Сергия. †1392. Память 29 июля || Собор Владимирских святых; Собор Московских святых.

### C
- Сергий, игумен Радонежский (+25 сентября 1392). Память 5 июля — обретение мощей, 25 сентября — преставление.
- Стефан Московский, игумен Богоявленского монастыря в Москве. Старший брат преподобного Сергия, отец свт. Феодора, архиеп. Ростовского. Память 2 августа.
- Савва, игумен Сторожевский. Ученик преподобного Сергия.
- Савва, игумен Стромынский. Ученик преподобного Сергия.
- Сергий Нуромский, Обнорский. Ученик преподобного Сергия. Память 7 октября.
- Сильвестр Обнорский. Ученик преподобного Сергия.
- Стефан, епископ Пермский.

### Ф
- Феодор Симоновский, святитель, †1394; ученик преподобного Сергия Радонежского, игумен Симонова монастыря, архиепископ Ростовский. 28 ноября|| Собор Ростово-Ярославских святых.
- Феодор Ростовский, преподобный
- Феогност, митрополит Киевский.
- Филарет (Дроздов), митрополит Московский.
- Феодосий (Бывальцев), митрополит Московский

## Гимнография
Тропарь Собору Радонежских святых, глас 4
Днесь светло празднуем, вернии людие, / преславныя Троицкия обители торжество: / се бо велий собор святых чудотворцев Радонежских, / яко дивныя птицы небесныя, / являет нам Церковь Российская, / стезями честнаго их жития шествовати всех призывающи, / к нимже, с верою и любовию притекающе, воззовем: / молитеся о нас ко Пресвятей Троице, / преподобнии отцы наши с Богоносным аввою Сергием, / мир мирови даровати / и душам нашим велия милости.

Величание
Величаем вас, / вси святии земли Радонежския, / и чтим святую память вашу, / вы бо молите за нас / Христа Бога нашего.

## Храмы
31 декабря 2014 года в Вознесенском Печерском монастыре Нижнего Новгорода в честь Собора Радонежских святых был освящен нижний храм Успенской церкви.